# Порите
Порите (пол. Poryte) — село в Польщі, у гміні Стависьки Кольненського повіту Підляського воєводства.
Населення — 438 осіб (2011).
У 1975-1998 роках село належало до Ломжинського воєводства.

## Демографія
Демографічна структура станом на 31 березня 2011 року:
|          | Загалом | Допрацездатний вік | Працездатний вік | Постпрацездатний вік |
| -------- | ------- | ------------------ | ---------------- | -------------------- |
| Чоловіки | 221     | 48                 | 148              | 25                   |
| Жінки    | 217     | 47                 | 118              | 52                   |
| Разом    | 438     | 95                 | 266              | 77                   |